# Desastre do Douglas DC-7C prefixo PP-PDO do Voo da Amizade
O Desastre do Voo da Amizade foi um acidente aéreo ocorrido no dia 1 de novembro de 1961. Nesta data, um Douglas DC-7 operado pela Panair do Brasil caiu nas proximidades do Aeroporto do Recife, deixando um saldo de 45 mortos e 43 feridos.

## Voo da Amizade
O Voo da Amizade era um serviço aéreo criado em 1960 através de um acordo operacional entre a Panair do Brasil e Transportes Aéreos Portugueses. Após o fim da Panair, o acordo foi retomado pela Varig e duraria até 1967. Esse seria o único acidente ocorrido nesse serviço durante os seus 7 anos de funcionamento.

## Aeronave
O Douglas DC-7 foi o último quadrimotor a pistão fabricado pela Douglas. Lançado em 1953, teve sua produção encerrada prematuramente em 1958 com o advento da era a jato. A aeronave acidentada era do modelo DC-7C e foi fabricada em 1955, tendo recebido o número de série 44872/643. Seria adqurida pela Panair do Brasil algum tempo depois, que a recebeu em 7 de abril de 1957, num lote total de 4 aeronaves que receberiam os prefixos PP-PDL, PP-PDM,PP-PDN e PP-PDO (que seria a aeronave destruída neste desastre).

## Acidente

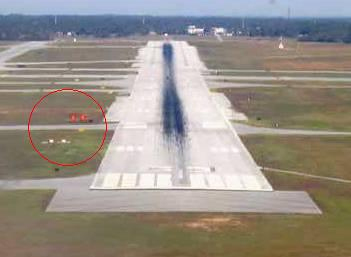
Indicador de Ângulo de Aproximação Visual Padrão (VASIS) da pista 35 do aerporto regional de Pensacola(KPNS).

O Douglas DC-7C prefixo PP-PDO decolaria do aeroporto de Lisboa (Portela) em torno das 16h00min (hora local) do dia 31 de outubro com destino ao Recife, fazendo escala 6 horas depois da decolagem no Aeródromo Internacional da Ilha do Sal, localizada na então província de Cabo Verde. Após decolar do Aeródromo do Sal, faria mais 6 horas de voo até ao Aeroporto Internacional dos Guararapes em Recife. Por volta das 02h00min da manhã (hora local), o PP-PDO informava a Torre de Controle do Aeroporto dos Guararapes que estava aguardando instruções para a aterrissagem. A torre orientou o pouso para a pista 15/33, com cerca de 2300 m. Durante a aproximação, a aeronave voava abaixo do teto mínimo de segurança e às 2h12min colidiu com  a copa de uma árvore, a cerca de 2 km da cabeceira da pista 15, incendiando-se logo em seguida. No impacto morreriam 45 dos 88 ocupantes da aeronave. Um renomado Comandante da PanAir na época, Hugo Tenan, com vinte mil horas de voo  estava entre os tripulantes mortos sendo que pilotou de Lisboa à Cabo Verde e após sentou-se e permaneceu somente como membro da tripulação não operante de Cabo Verde ao Recife. Após a queda do DC-7C, Hugo Tenan teria sobrevivido ao impacto e ajudado no salvamento de outros sobreviventes e quando retornara à aeronave para conferir se havia e ajudar mais vítimas o Douglas DC-7C que já estava partido em dois pedaços, explodiu. 

## Consequências
Durante as investigações foi constatado que a única luz vermelha que sinalizava obstáculo na cabeceira da pista 15 estava inoperante. A comissão investigadora atribuiu a causa do acidente a um erro do piloto, cujo fator determinante foi a falta de indicações de obstruções na cabeceira da pista durante aproximações noturnas e ou em condições de baixa visibilidade. Atualmente, os aeroportos contam com o Indicador de Ângulo de Aproximação Visual (do inglês VASIS Visual Approach Slope Indicator System), sistema que diminuiu os acidentes desse tipo.